# Joy Unlimited
Joy Unlimited aus Mannheim bestanden von 1969 bis etwa 1977 und spielten vorwiegend Progressive Rock mit leichten Jazz-Einflüssen.

## Geschichte

### Vorläufer
Vorläufer von Joy Unlimited waren Joy & The Hit Kids, die seit 1966 Pop und Beat spielten. Die Sängerin nannte sich Joy und wurde später als Joy Fleming bekannt. Von Joy & The Hit Kids erschienen mehrere Singles, aber keine Langspielplatte. 1969 benannte sich die Gruppe in Joy Unlimited um, um damit ihren Wechsel zu anspruchsvollerer Musik kenntlich zu machen. Auf einigen ihrer Polydor-Singles aus der Übergangszeit stehen beide Gruppennamen aufgedruckt, um die Hörer allmählich mit dem Richtungs- und Namenswechsel vertraut zu machen. Schon als Hit Kids und bis weit in die Siebziger hinein hatten sie viele Live-Auftritte im Rundfunk und im Fernsehen, u. a. im Talentschuppen des Südwestfunk.

### Gründung / LPOverground
Zur ersten Besetzung von Joy Unlimited gehörten Roland Heck als Keyboarder und musikalischer Kopf, Klaus Nagel (1937–2023) als Gitarrist, Flötist und Manager, Albin Metz an der Trompete, der Ventilposaune und dem Bass, Hans W. Herkenne am Schlagzeug, Dieter Kindl an der Gitarre und am Bass und Joy als Sängerin. Die erste LP der Gruppe, Overground von 1970, war noch sehr den Sechzigern verhaftet. Sie erschien in Großbritannien unter dem Titel Turbulence und in den USA einfach als Joy Unlimited, jeweils mit völlig anderem Cover. Kurz nach der Veröffentlichung stieß der Saxophonist und Flötist Gerd Köthe hinzu, der sich neben Roland Heck zum zweiten musikalischen Kopf der Band entwickeln sollte.

### LPSchmetterlinge
Ein neuer Schritt in der künstlerischen Entwicklung von Joy Unlimited wurde dann die Komposition und Aufnahme der Ballettmusik Schmetterlinge für das Stadttheater Bonn. Das Ballett – über Wochen bei jeder Aufführung live gespielt – wurde ein großer Erfolg, nicht allein wegen der anspruchsvollen werkhaften Musik, sondern auch wegen der einfallsreichen modernen Choreographie von Lothar Höfgen, einem Schüler von Maurice Béjart. Viele Teile aus Schmetterlinge wurden u. a. in einer Fernsehsendung eingesetzt, die um Joy Unlimited und den Sänger und Choreographen Lester Wilson (aus der Urbesetzung von Hair) vom SWF gedreht wurde. Als der Plattenvertrag mit Polydor auslief, unterschrieben Joy Unlimited bei dem neugegründeten BASF-Label. Die erste LP bei den neuen Vertragspartnern, Schmetterlinge, kam 1971 nicht auf dem BASF-Label selbst heraus, sondern auf deren Unterlabel Pilz, geleitet von Rolf-Ulrich Kaiser. Die Musik ist eine kühne Mischung aus Ballettmusik, progressiven Klängen, Blues, Jazz usw. Es geht dabei um die Verwandlung von der Raupe zum Schmetterling in drei Abschnitten, die als Symbol für die Entwicklung des Menschen gilt. Etwa zur gleichen Zeit – bei einer SDR-Rundfunkaufnahme am 29. Juni 1971 – entstand auch die Urfassung des bekannten Neckarbrücken-Blues. Noch im selben Jahr 1971 stieß der seit 1967 in Deutschland lebende Sänger und Gitarrist Ken Traylor als neues Mitglied zur Gruppe, da Joy eine Solo-Laufbahn in Angriff nehmen wollte. Die kurzlebige Besetzung mit beiden Sängern spielte bei einigen Konzerten und Festivals und ergänzte sich gut. Etwas später verließ Joy die Gruppe und nannte sich von da an Joy Fleming. Bei ihrem Abgang einigte man sich dahingehend, den Namen Joy Unlimited unverändert weiterzubenutzen, auch weil er sich inzwischen durchgesetzt hatte und für eine bestimmte Musikrichtung stand.

### LPReflections
Anschließend erhielten Joy Unlimited einen weiteren Auftrag für eine große abendfüllende Ballett-Komposition, diesmal vom Nationaltheater Mannheim. Elementare Gegensätze und Grundsituationen des Lebens wurden unter dem Titel Reflections (Spiegelbilder) zusammengefasst. Das Ballett wurde über zwei Spielzeiten im Nationaltheater Mannheim live gespielt, dazu tanzte das Ballett-Ensemble des Hauses. Der Erfolg der Aufführungen war überwältigend. Die LP mit diesem Werk wurde 1973 aufgenommen und im selben Jahr als Reflections auf BASF veröffentlicht. Eine Sequenz aus dem Flöten-Solo The search for father time lief über mehrere Jahre hinweg als Titelmelodie von Aspekte.

### LPMinne
Als Ken Traylor und Dieter Kindl sich anderen Aufgaben zuwenden wollten, kamen für sie Joschi Dinier und Hans Lingenfelder als Nachfolger. Inzwischen war der Choreograph und Tänzer Lothar Höfgen als Leiter der Mannheimer Ballett-Formation an das dortige Nationaltheater verpflichtet worden. So nahm er, der ja schon Initiator und Ideengeber von Schmetterlinge in Bonn gewesen war, umgehend Kontakt zu Joy Unlimited auf, um auch an seiner neuen Wirkungsstätte einen ähnlichen Erfolg zu wiederholen. Gemeinsam mit der Band erarbeitete er die Idee, ein Werk über die vielfältigen Gesichter der Liebe nach den unsterblichen Texten von Walther von der Vogelweide auf die Bühne zu bringen. Der Auftrag wurde 1974 offiziell erteilt. Joy Unlimited spielten die Aufführungen live, diesmal nicht direkt auf der Bühne, sondern seitlich von der Galerie. Das Ballett lief über zwei Spielzeiten. Die zugehörige LP wurde 1974 aufgenommen und erschien 1975 als Minne auf BASF, gesungen in mittelhochdeutscher Sprache.

### Spätzeit
Es folgte als weiterer Großauftrag ein etwas exotisches Gemeinschaftswerk für die Bundesgartenschau in Mannheim 1975 mit dem Kurpfälzischen Kammerorchester und einem gewaltigen Massenchor von über 500 Personen, das zur Eröffnung vorgestellt werden sollte. Die musikalische Basis bildete eine Komposition eines Meisters der Mannheimer Schule (Mozart-Zeit); das Werk wurde ziemlich bombastisch und fand sehr guten Anklang. Gespielt zur Eröffnung der Gartenschau, wurde es vom SWF übertragen, im Publikum saß u. a. Walter Scheel. Etwa zur gleichen Zeit vergab der Badenia-Verlag die Rechte an einigen Rundfunk- und Verlagsproduktionen von Joy Unlimited an ein Mailänder Label. Die daraus entstandene LP Instrumental impressions erschien aber nur in Italien und zog keine großen Kreise. Sie enthielt reine Instrumentalstücke. 1977 erschien, ebenfalls nur in Italien, eine weitere LP ähnlicher Machart: Soul, Rock and Bossa Nova. Ungefähr im selben Jahr lösten Joy Unlimited sich in aller Freundschaft auf.

### Nachleben
Joy Fleming legte eine beeindruckende Solo-Laufbahn hin und war bis zu ihrem Tod eine der bekanntesten Sängerinnen Deutschlands. Roland Heck und Gerd Köthe kamen später als Produzenten groß heraus, etwa für die LP Rock Classics von Peter Hofmann. Mit ihren Produktionen erreichten sie vielfach Gold- und Platinauszeichnungen. Hans Lingenfelder von der letzten Besetzung hatte später als Gitarrist Ricky King großen Erfolg in Deutschland, Österreich und der Schweiz. Klaus Nagel gründete schon früh seinen Badenia-Musikverlag. Die anderen wirkten als Studiomusiker, Komponisten und Produzenten. Von den Gründungsmitgliedern lebt inzwischen nur noch Roland Heck. Gerd Köthe starb am 12. Januar 2014 an einer Embolie, Albin Metz am 27. September 2014 an Krebs, Joy Fleming am 27. September 2017 im Schlaf, Dieter Kindl am 11. März 2022 an Krebs, Klaus Nagel am 15. Juni 2023 an Krebs und Hans Herkenne am 7. März 2024 an Herzversagen.

## Diskographie
LPs
- 1970: Overground (Polydor)
- 1971: Schmetterlinge (Pilz)
- 1973: Reflections (BASF)
- 1975: Minne (BASF)
- um 1975: Instrumental Impressions (Devega)
- 1977: Soul, Rock And Bossa Nova (Fonit Cetra)

Singles
- 1969: Feelin' / I Just Made Up My Mind (Polydor)
- 1970: Take Me to the Pilot / It's Not Alright (Polydor)
- 1970: Jubeldown / Helpless Child (Polydor)
- 1971: Silvergun / Peace Train (BASF)
- 1972: Early Morning Moanin / Proud Angelina (Pilz)